# Wolf-Hirschhorn-Syndrom
Das Wolf-Hirschhorn-Syndrom ist eine seltene angeborene Erbkrankheit, die durch eine sogenannte strukturelle Chromosomenaberration am kurzen Arm des Chromosoms 4 bedingt ist. Leitsymptom ist ein Minderwuchs verbunden mit einer extremen Verzögerung der geistigen und körperlichen Entwicklung sowie eine Kombination unterschiedlicher Fehlbildungen. Es ist nach Ulrich Wolf und Kurt Hirschhorn benannt, die das Krankheitsbild 1965 unabhängig voneinander erstmals beschrieben.
Synonyme sind: Wolf-Syndrom; Chromosom-4p-Syndrom; Deletion 4p, distale; Monosomie 4p, distale; englisch Chromosome 4p16.3 Deletion Syndrome; Pitt-Rogers-Danks Syndrome; PRDS; Pitt Syndrome; Wittwer Syndrome

## Verbreitung
Die Häufigkeit des Wolf-Hirschhorn-Syndroms wird in der Literatur mit 1:50000 Geburten angegeben. Auf Deutschland hochgerechnet entspräche das etwa 14 neu diagnostizierten Fällen jedes Jahr. Demgegenüber berichtet eine amerikanische Arbeit über insgesamt 120 dokumentierte Fälle bis 1998 in der gesamten medizinischen Literatur, was sich am ehesten dadurch erklären lässt, dass es viele unerkannte Fälle mit dieser Störung geben muss. Mädchen sind etwas häufiger betroffen als Jungen.

## Ursache
Ursache ist der Verlust eines kleinen Abschnitts (Deletion) am Ende des kurzen Arms von Chromosom 4. Die beschriebenen Deletionen sind unterschiedlich groß. Derjenige kleinste Abschnitt, dessen Verlust zu den typischen Symptomen führt, das heißt die sogenannte kritische Region, ist eine etwa 165 Kilobasenpaare große Region in der Bande 4p16.3. Etwa 85–87 % aller Deletionen entstehen im betroffenen Individuum neu (de novo), und zwar meist im väterlichen Chromosom, werden also nicht von einem der Eltern geerbt. Bei De-novo-Deletionen besteht kein erhöhtes Wiederholungsrisiko für weitere Nachkommen der Eltern. Bis zu 15 % der Wolf-Hirschhorn-Syndrome werden durch sogenannte balancierte Translokationen bei einem Elternteil verursacht. Hierbei beträgt das Wiederholungsrisiko bei weiteren Kindern 50 %.

## Klinische Erscheinungen
Alle Kinder haben charakteristische Gesichtsfehlbildungen mit vergrößertem Augenabstand (Hypertelorismus), nach unten abfallenden Lidachsen, einer breiten Nase, einem verkürzten Philtrum, kleinem Kiefer (Mikrognathie), nach unten stehenden Mundwinkeln und Ohranhängseln oder -grübchen. Lippen- oder Gaumenspalten werden allgemein als typisch für das Wolf-Hirschhorn-Syndrom beschrieben, treten aber nur bei größeren Deletionen über 9 Mbp auf. Typischerweise sind die Kinder schon bei Geburt untergewichtig und haben einen zu kleinen Kopf. Diese Wachstumsverzögerung setzt sich nach der Geburt fort, das Ausmaß scheint mit dem Ausmaß des Verlustes an Erbsubstanz zu korrelieren. Auch die geistige Entwicklung ist bei allen Kindern verzögert. Nur etwa die Hälfte lernt frei zu sitzen und maximal ein Drittel zu laufen. Zumindest einige Worte sprechen lernt nur etwa jedes fünfte Kind, wobei die übrigen auf eine nonverbale Art kommunizieren können. Etwa 85 % der betroffenen Kinder bekommen eine teilweise schwer zu behandelnde Epilepsie mit u. a. atypischen Absencen, epileptischen Spasmen, fokalen klonischen Anfällen, generalisierten tonisch-klonischen Anfällen, myoklonischen Anfällen, seitenwechselnden Halbseitenanfällen, tonischen Anfällen sowie konvulsiven und nichtkonvulsiven Status epileptici. Zusätzlich können verschiedene Organfehlbildungen auftreten, die vor allem die Augen (Spaltbildung der Regenbogenhaut – Kolobom, Schielen), das Herz, die Nieren (z. B. Nierenagenesie) und das Skelettsystem in Form von Wirbelsäulenverkrümmung oder Klumpfüßen betreffen. Bei Jungen sind auch Fehlbildungen des Genitales (Hypospadie) beschrieben.

## Diagnostik
Da es sich um eine endständige Deletion am Chromosom 4 handelt, lässt sich diese Veränderung sicher mit Hilfe der Fluoreszenz-in-situ-Hybridisierung nachweisen.

## Therapie
Da das Wolf-Hirschhorn-Syndrom durch eine Chromosomenveränderung verursacht wird, ist es nicht heilbar. Es kommen vielseitige symptomatische Therapien zur Anwendung. Eine energiereiche Ernährung, gegebenenfalls unter Nutzung von Ernährungssonden (PEG), soll helfen, das Untergewicht auszugleichen. Die geistige und körperliche Entwicklung kann durch Physiotherapie, Ergotherapie und Logopädie gefördert werden. Begleitende Fehlbildungen müssen gegebenenfalls operativ korrigiert werden. Eine Epilepsie wird medikamentös vorzugsweise mit Valproinsäure, beim Auftreten eines Status epilepticus  auch mit Kaliumbromid behandelt.